# Moonspell
A Moonspell portugál metal együttes. Főleg a gothic metal műfajban játszanak. A zenekar korábbi lemezei (főleg a demó lemezeik és az EP-ik) a black/folk/gothic metal műfajokba sorolhatóak, míg a későbbi lemezeik hangzásvilágilag a gothic/doom/melodikus death metal/progresszív metal műfajokba tartoznak. A lisszaboni Amadorából származnak. 1989-ben alakultak "Morbid God" néven, de csak 1992 óta beszélhetünk a Moonspell zenekarról, így a zenével foglalkozó oldalak 1992-t szokták megtenni megalakulásuk dátumának. A Morbid God néven "színtiszta" black metalt játszottak. Első nagylemezüket 1995-ben jelentették meg. Lemezeiket korábban az Adipocere Records, Century Media Records illetve SPV GmbH, jelenleg a Nuclear Blast kiadók dobják piacra. Az együttes 2018 óta új stúdióalbumon dolgozik.
A zenekar a legismertebb portugál metal együttesnek számít. Többször felléptek már Magyarországon is. 

## Tagok
- Fernando Ribeiro – ének (1992-)

- Miguel Gaspar – dobok (1992-)

- Pedro Paixão – billentyűk, sampler, programozás (1993-), ritmusgitár (2003-)

- Ricardo Amorim – gitár (1995-)

- Aires Pereira – basszusgitár (2004-)

## Diszkográfia
Stúdióalbumok
- Wolfheart (1995)
- Irreligious (1996)
- Sin/Pecado (1998)
- The Butterfly Effect (1999)
- Darkness and Hope (2001)
- The Antidote (2003)
- Memorial (2006)
- Night Eternal (2008)
- Alpha Noir/Omega White (2012)
- Extinct (2015)
- 1755 (2017)
- Hermitage (2021)[3]